# Северный (городской округ Истра)
Северный (ранее Опытное хозяйство Истринское) — посёлок сельского типа в Лучинском сельском поселении Истринского района Московской области.
Расположен на правом берегу реки Истры, примерно в 3 км на северо-запад от райцентра Истра, высота над уровнем моря 173 м. В посёлке находится центральная усадьба совхоза «Истринский», ближайшие населённые пункты: примыкающее на юге Никулино и в 1,5 км севернее Бабкино.
С Истрой посёлок связан автобусным сообщением (автобус № 32, 33).

## Население
| 2002 | 2006 | 2010 |
| ---- | ---- | ---- |
| 863  | ↘808 | ↗889 |